# Театр Ноэла Кауарда
Театр Ноэла Кауарда (англ. Noël Coward Theatre) — театр в Вест-Энде, находящийся на улице Сент-Мартинс Лейн в Вестминстере, западной исторической части Лондона. В нём 872 места на четырёх уровнях.
Театр был открыт 12 марта 1903 года актёром Чарльзом Уиндемом, рядом с другим его театром, который был открыт четырьмя годами ранее, и который носит его имя. Задумав построить собственный театр, Уиндем был вынужден купить больший участок земли, чем был ему необходим. На свободной земле он принял решение построить ещё один театр. Здание театра спроектировал архитектор Уильям Спрэг, для которого он стал уже тринадцатым спроектированным им театром.
Первоначально театр никакого названия не имел и неформально назывался просто «новый театр». Вскоре «Новый Театр» стало его официальным названием. В 1973 году театр был переименован в честь Бронсона Элбери — бывшего управляющего директора Нового Театра. В 2005 году театр Элбери был приобретен компанией «Театры Дельфонта Макинтоша», которая в 2006 году сменила его название на Театр Ноэла Кауарда в честь драматурга и актёра Сэра Ноэла Пирса Кауарда.
Здание театра является памятником архитектуры Соединённого Королевства и находится под защитой государства.